# Dimorphosciadium gayoides
Dimorphosciadium gayoides là một loài thực vật có hoa trong họ Hoa tán. Loài này được (Regel & Schmalh.) Pimenov mô tả khoa học đầu tiên năm 1975.